# Modernism: A New Decade
Modernism: A New Decade is het vijfde en laatste studioalbum van The Style Council, het Britse soul-/jazzcollectief rond zanger/gitarist Paul Weller (ex-frontman van The Jam) en Mick Talbot (voormalig toetsenist van onder meer Dexys Midnight Runners). Het album, waarop house-invloeden te horen zijn, had in 1989 moeten verschijnen, maar werd afgekeurd wegens gebrek aan hitpotentie. Pas negen jaar later werd het door PolyGram uitgebracht. 

## Achtergrond
De carrière van de Style Council is op te delen in twee helften; de eerste bracht de succesalbums Café Bleu en Our Favourite Shop voort met hits als My Ever Changing Moods en Shout to the Top!. De tweede helft werd ingezet toen Weller in 1986 een nieuw miljoenencontract tekende bij en daarmee hoge verwachtingen schiep die hij niet kon waarmaken; het door synthesizers gedomineerde The Cost of Loving en het door klassiek beïnvloede Confessions of a Pop Group werden matig ontvangen door pers en publiek. In deze periode raakte Weller geïnteresseerd in house zoals die in de clubs van Chicago en New Jersey werd gedraaid. 

### Ontvangst
In de zomer van 1989 gaf de Style Council vier concerten waarbij het te verschijnen album integraal werd gespeeld; drie in Japan en een in de Londense Royal Albert Hall. Drummer Steve White was hier niet bij betrokken vanwege andere werkzaamheden.             Het publiek in Londen moest niets hebben van de nieuwe nummers (gastzangers uitgezonderd) en verscheurde demonstratief de concertprogramma's. 
In zijn verwoede pogingen om het Jam-imago af te schudden was Weller niet alleen zijn fans kwijtgeraakt, maar ook zichzelf en zijn contract bij Polydor dat sinds 1977 zijn thuislabel was. Hij zou in 1990 nog een keer met de Style Council optreden op de Japanse televisie alvorens een solocarrière te beginnen. Na het succes van zijn derde album Stanley Road kwam er enige waardering voor zijn latere Council-werk, en in 1998 werd Modernism alsnog uitgegeven door PolyGram als onderdeel van de cd-box The Complete Adventures of The Style Council. In 2001 volgde een individuele release.

## Tracklijst
1. "A New Decade"
2. "Love of the World"
3. "The World Must Come Together"
4. "Hope (Feelings Gonna Getcha)"
5. "Can You Still Love Me?"
6. "That Spiritual Feeling"
7. "Everybody's on the Run"
8. "Sure is Sure"